# Manitoba Opera
Manitoba Opera è una compagnia d'opera a Winnipeg, Manitoba, fondata nel 1969.

## Storia
La sua prima produzione fu una versione da concerto de Il trovatore di Giuseppe Verdi nel 1972. Manitoba Opera è una delle numerose compagnie d'opera del Canada occidentale che fiorirono sotto il cosiddetto "padre dell'opera nel Canada occidentale", Irving Guttman. È stato determinante nello sviluppo di molti giovani cantanti canadesi, tra cui Tracy Dahl (soprano), nativa di Winnipeg e Phillip Ens (basso) di Winkler. Entrambi hanno avuto carriere internazionali.
La musica dal vivo per le produzioni di Manitoba Opera è assicurata dalla Winnipeg Symphony Orchestra.
Nel novembre 2007 la compagnia ha messo in scena la sua prima produzione originale, Transit of Venus, composta da Victor Davies, su libretto di Maureen Hunter, basato sull'omonima opera teatrale.
Manitoba Opera ha sede presso la Centennial Concert Hall.
Larry Desrochers è il direttore generale dal novembre 2000.